# Tectaria siifolia
Tectaria siifolia là một loài thực vật có mạch trong họ Dryopteridaceae. Loài này được (Willd.) Copel. miêu tả khoa học đầu tiên năm 1907.